# Ацтекская кухня

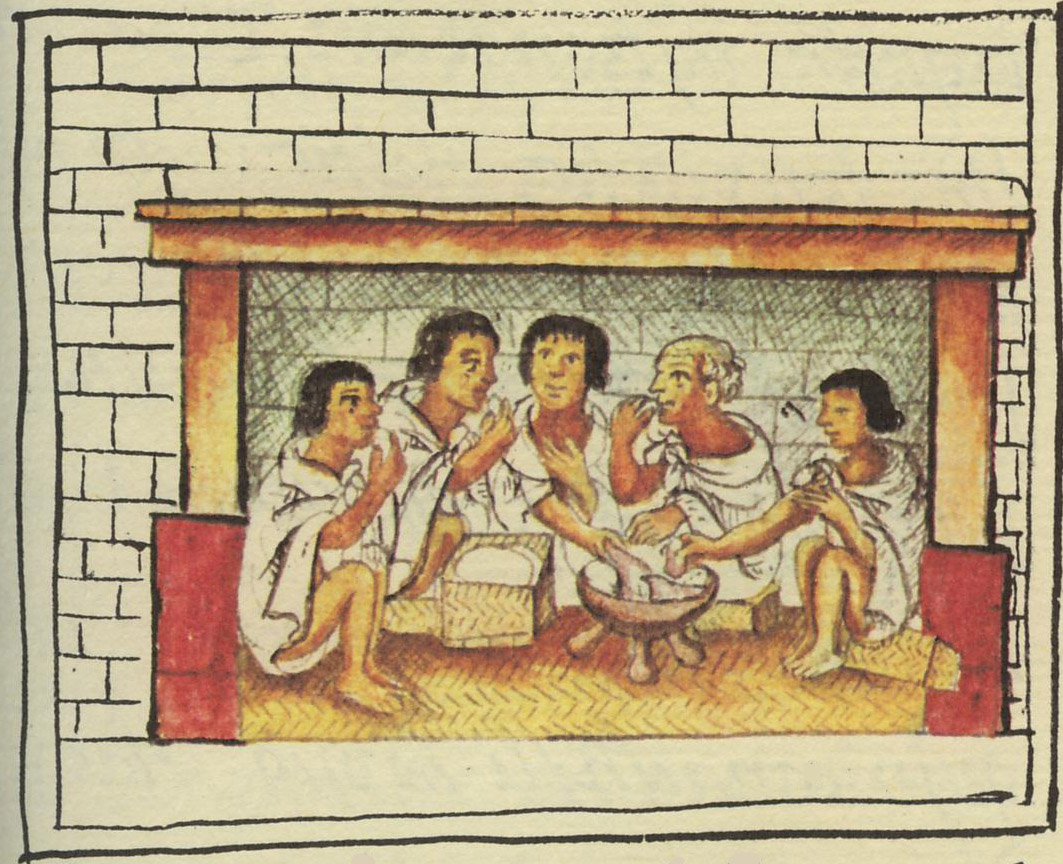
Ацтекские мужчины трапезничают. Иллюстрация из Флорентийского кодекса, конец XVI века.

Ацтекская кухня — совокупность продуктов и блюд, употреблявшихся в пищу в государстве ацтеков.
Наиболее важным из основных продуктов ацтекской кухни была кукуруза, урожай которой был особенно важен в том числе и потому, что это растение играло центральную роль в мифологии ацтеков. Так же, как пшеница в Европе или рис в большинстве стран Восточной Азии, кукуруза была основой питания ацтеков. Выращивалось огромное количество сортов кукурузы разного цвета, формы, размера и качества, которые употреблялись в пищу в виде тортильи, тамалес или атоле, кукурузной кашицы. Другой постоянной пищей ацтеков были соль и перец чили, и основой ацтекского поста было воздержание от употребления именно этих двух пряностей. Также к числу важных продуктов питания относились бобы, американские сорта амаранта и чиа. Сочетание кукурузы и этих базовых продуктов питания обеспечивало средний класс ацтекского общества очень хорошо сбалансированной диетой, без какого-либо недостатка витаминов или минералов. Обработка кукурузы называлась никстамализацией, она заключалась в приготовлении зёрен кукурузы в щелочных растворах и также резко увеличивала питательную ценность обычных зерновых.
Вода, кукурузная каша и пульке, перебродивший сок агавы американской, были наиболее распространёнными напитками, также было много сброженных напитков из мёда, кактуса и различных фруктов. Представители элиты общества гордились тем, что не пили пульке — он считался напитком простолюдинов, и предпочитали ему какао. Какао было одним из самых престижных доступных продуктов роскоши: это был напиток правителей, воинов и знати, употреблявшийся приправленным перцем чили, мёдом и огромным количеством специй и трав.
Ацтекская кухня включала в себя большое количество видов мяса животных, в частности — индюков и различных других птиц, гоферовых, зелёных игуан, аксолотлей (неотеническая личинка хвостатых земноводных), креветок, рыб, а также большое разнообразие насекомых, личинок и яиц насекомых. Ацтеки также ели различные грибы, в том числе паразитирующие на кукурузе Ustilago maydis, которые растут на колосьях. Сквош (разновидность тыквы) был особенно популярен, выращивались самые разнообразные сорта. Семена сквоша, особенно свежие, сушёные или жареные, также широко употреблялись в пищу. Помидоры, хотя и отличаясь от распространённых сегодня сортов, часто смешивались с соусом чили или употреблялись в качестве начинки для тамалес.

## Питание
Большинство источников указывают, что ацтеки питались два раза в день, хотя есть сообщения о том, что у слуг и занятых физическим трудом было трёхразовое питание, один раз на рассвете, второй — около 9 утра и третий — около 3 часов дня. Это подобно обычаям современной Европы, но неясно, считалось ли потребление атоле, жидкой кукурузной кашицы, отдельным приёмом пищи или нет. Выпивание достаточного количества более плотных видов атоле по числу калорий могло сравниться с несколькими лепёшками. Атоле употреблялось каждый день большинством населения.

### Праздники

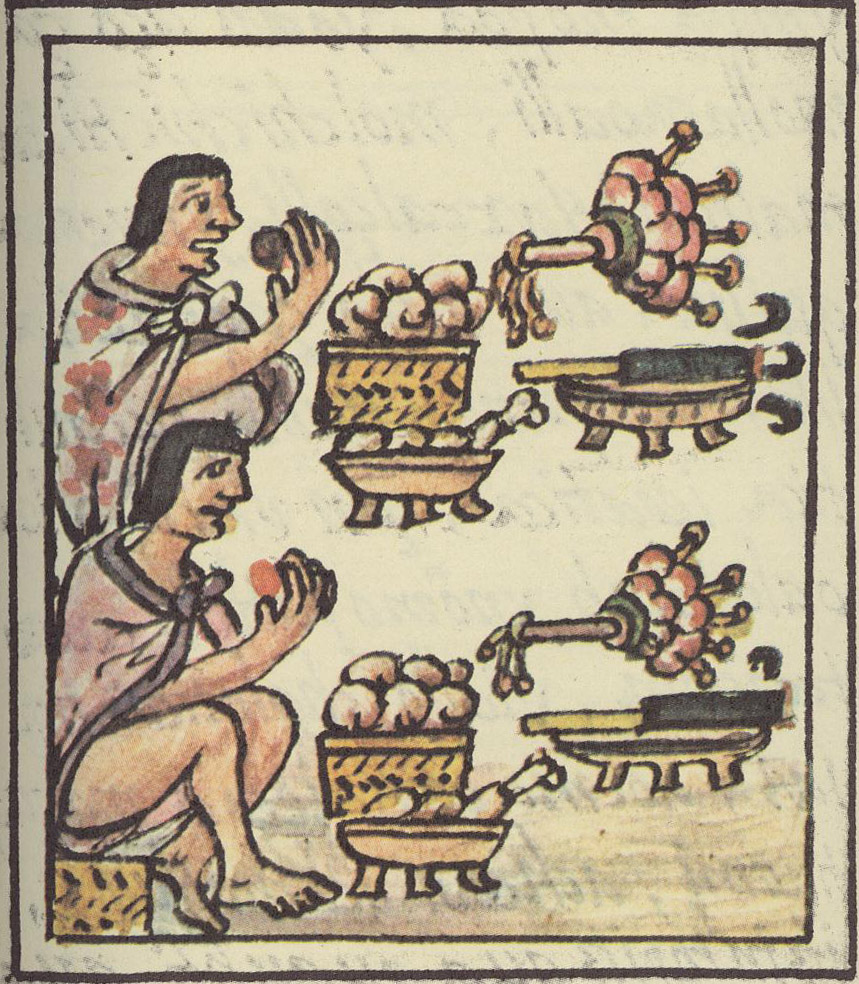
Ацтекские мужчины трапезничают на празднике. Флорентийский кодекс, конец XVI века.

Существует много источников, рассказывающих об ацтекских праздниках и банкетах и церемониях, связанных с ними. Перед началом трапезы слуги подносили гостям трубы ароматного табака, а иногда и цветы, которыми гости могли вытирать голову, руки и шею. Перед едой каждый гость ронял немного пищи на землю в качестве жертвы богу Тлальтекутли. Поскольку военная доблесть высоко ценилась среди ацтеков, за столом имитировались движения воинов во время боя. Курительные трубки и цветы передавались левой рукой слуги в правую руку гостя, а пепельницы, прилагавшиеся к курительным трубкам, — от правой руки слуги к левой руке гостя. Это была имитация процесса получения воином меча-атлатля, дротиков и щита. Цветы, которые раздавались за столом, имели разные названия в зависимости от того, с какой целью они были розданы: цветы-мечи передавались из левой руки в правую, а цветы-щиты — из правой руки в левую. Во время еды гости держали свои личные чаши, наполненные соусом для обмакивания в нём пищи, в центре ладони правой руки, а затем обмакивали в нём лепёшки или тамалес (которые подавались из корзин) левой рукой. Еда заканчивалась подачей шоколада, который часто подавался в ёмкости, похожей на чашку, сделанной из тыквы-горлянки, вместе с палкой для толчения и размешивания.
Мужчины и женщины трапезничали на банкетах раздельно, и, хотя это и не совсем точно установлено, на основе некоторых источников предполагается, что только мужчины пили шоколад. Женщины чаще пили посолли (кукурузную жидкую кашицу из мелко размолотой кукурузы) или некоторые разновидности пульке. Богатые хозяева домов часто имели возможность принимать гостей, устраивая для них сидячие места в комнате вокруг большого открытого внутреннего двора, похожего на ближневосточный караван-сарай («хан» на турецком языке), на котором старшие военные чины из гостей исполняли ритуальные танцы. Праздник начинался в полночь, и некоторые гости пили шоколад и ели галлюциногенные грибы, чтобы затем рассказать другим гостям о своих впечатлениях и видениях. Перед рассветом начиналось пение, и жертвы богам сжигались и хоронились во дворе, чтобы обеспечить счастье детей хозяев дома. На рассвете оставшиеся цветы, курительные трубки и пища отдавались старым и бедным, которые были приглашены на банкет, или слугам. Как и во всех других аспектах жизни, ацтеки подчеркивали этим двойственную природу всех вещей, и к концу банкета хозяин должен был строго предупреждаться старшими гостями о его собственной смертности и о том, что он не должен возноситься над другими в своей гордыне.

## Приготовление пищи
Основными методами приготовления пищи были варка или парение в двуручных глиняных горшках или флягах, называвшихся xoctli на языке науатль, что переводится на испанский язык как olla (котёл). Этот котёл наполнялся пищей и нагревался на огне. Он также мог использоваться для приготовления пищи на пару: котёл поливался небольшим количеством воды, и затем в него помещались тамалес, завёрнутые в кукурузную шелуху, на лёгкую конструкцию из веток в середине котла. Есть несколько сообщений о жарке в отчётах испанских хронистов, но единственный специфический ацтекский тип жарки, кажется, имеющий какое-то отношение к кулинарии, был связан с производством сиропа, а не с приготовлением жирной пищи. Это подтверждается тем фактом, что не имеется доказательств существования у ацтеков крупного производства растительных масел, а также тем, что никаких кулинарных сосудов, подходящих для жарки, археологами не было найдено.
Лепёшки, тамалес, кассероли (тушёное мясо) и соусы, которые шли в дополнение к ним, были наиболее распространёнными блюдами. Перец чили и соль были распространены повсеместно, а самой базовой едой, как правило, являлись только лепёшки, которые обмакивались в перец чили, предварительно растёртый в ступке с небольшим количеством воды. Тесто могло использоваться для обёртывания мяса, иногда даже целых индеек, перед приготовлением. В крупных ацтекских поселениях и городах были продавцы, которые занимались уличной торговлей продуктами питания всех видов, удовлетворяя потребности в общественном питании как богатых, так и бедных. Помимо ингредиентов и приготовленной пищи можно было купить все возможные виды атолли — либо для утоления жажды, либо как быструю еду в жидком виде.

## Продукты

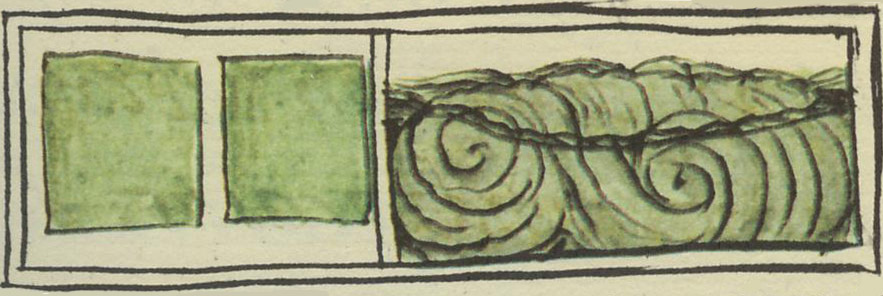
Спирулина могла собираться с поверхности озёр сетями или лопатами и затем высушиваться, становясь чем-то вроде пирожка, который потребляли вместе с лепёшкой или в качестве приправы.

Ацтекские основные продукты питания включали в себя кукурузу, бобы и тыквы, к которым часто добавляли перец чили и помидоры — важные составляющие мексиканской кухни по сей день. Ацтеками собирались акосилы (мексиканские речные раки), малые и крупные креветки озера Тескоко, а также водоросли спирулина, из которых делался своего рода пирожок, богатый флавоноидами. Хотя ацтекская кухня была в основном вегетарианской, ацтеки употребляли в пищу насекомых, таких как сверчки, кузнечики, агавские черви, муравьи, различные личинки насекомых и так далее. Насекомые отличаются более высоким содержанием белка, нежели мясо, и даже сейчас они считаются деликатесом в некоторых регионах Мексики.

### Зерновые

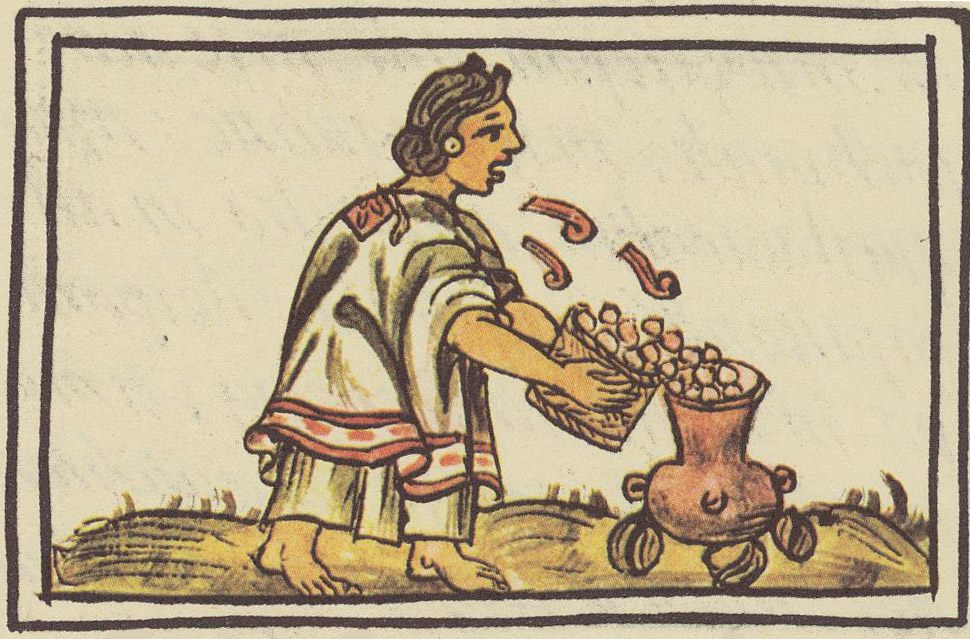
Ацтекская женщина дует на кукурузу, прежде чем положить её в котёл, чтобы та не боялась огня. Флорентийский кодекс, конец XVI века.

Кукуруза была самым важным продуктом питания у ацтеков. Она потреблялась во время каждого приёма пищи всеми социальными классами и играла центральную роль в ацтекской мифологии. Некоторым из первых европейцев в Америке ацтеки описывали кукурузу как «драгоценность, наша плоть, наши кости». Она была представлена огромным количеством сортов различного размера, формы и цветов: жёлтого, красноватого, белого с полосками других цветов, чёрного с или без пятен и синеватого варианта, который считался особенно ценным. Бесчисленные прочие местные и региональные разновидности растения также существовали, но лишь немногие из них были описаны. Кукурузу почитали до такой степени, что женщины дули на кукурузу, прежде чем положить её в кастрюлю, чтобы та не боялась огня, и любая часть кукурузного початка, которая случайно падала на землю, поднималась, а не пропадала впустую.

#### Никстамализация
Процесс, называемый никстамализацией, использовался по всей Америке, где кукуруза была основой питания. Данное слово представляет собой соединение науатлианских слов nextli (пепел) и tamalli (неоформленное тесто кукурузы — Тамала), и этот процесс всё ещё остаётся в использовании и сегодня. Сухие зёрна кукурузы замачивались и приготовлялись в щелочном растворе — как правило, в известковой воде. Это освобождает околоплодник, внешнюю оболочку семени, и позволяет легче молоть кукурузу. Этот процесс преобразовывает кукурузу из простого источника углеводов в значительно более полный источник питательных веществ, увеличивая количество кальция, железа, меди, цинка, которые добавляются через алькалид или сосуд, используемый в процессе приготовления, и никотиновую кислоту, рибофлавин и большее количество белков, которое уже присутствует в кукурузе, однако не усваивается людьми, но становится доступным для усвоения с помощью этого процесса. Замедление роста некоторых микотоксинов (токсичных грибов), растущих на кукурузе, является ещё одним преимуществом никстамализации. Если обработанной кукурузе, никстамалу, позволить забродить, то будут выделяться новые питательные вещества, включая аминокислоты, такие как лизин и триптофан. Вместе с фасолью, овощами, фруктами, перцем чили и солью никстамализованная кукуруза смогла сформировать полноценный и в питательном плане вполне удовлетворительный рацион питания без потребности в животном белке.

### Специи
Ацтекам было доступно большое количество трав и специй в качестве приправ для пищи. Среди наиболее важных из них — перец чили самых разнообразных видов и сортов, некоторые из которых были одомашнены, но большая часть — дикорастущие. Среди них было большое разнообразие в плане силы остроты и вкусовых качеств в зависимости от количества содержавшегося капсаицина: некоторые из них были мягкие, а другие — очень пикантные и острые. Перец чили часто высушивался и размалывался для хранения и последующего использования в кулинарии; некоторое его количество заранее жарилось, чтобы придать пище разный вкус. Вкусы существенно варьировались от одного вида к другому, в том числе включая сладкий, фруктовый, земляной, дымчатый, и огненно-жаркий.
Местные виды растений, использовавшиеся как вкусовые приправы, похожи на специи Старого Света, которые зачастую оказывались более доступными в кулинарии после испанского завоевания территорий ацтеков. Эрингиум пахучий (колантро), или мексиканский кориандр, придавал блюду гораздо более сильный вкус, нежели его аналог из Старого Света, кинза, а его листья было гораздо проще высушить. Lippia graveolens (мексиканский орегано) и мексиканский анис также придавали пище вкус, напоминавший придаваемый их средиземноморскими аналогами, в то время как душистый перец имел вкус, представлявший собой нечто среднее между мускатным орехом, гвоздикой и корицей. Белая корица (коровая) имела мягкий, нежный вкус, который мог бы облегчить употребление в пищу блюд с более острой цейлонской корицей в современной мексиканской кухне. Перед появлением в Америке лука и чеснока меньшие по размеру, но аналогичные дикорастущие растения, таких как лук кун и другие южные виды рода луков, а также ароматные листья чесночного винограда, возможно, были окультурены. Другие доступные ацтекам пряности включают в себя мескито, ваниль, аннато, мексиканский чай, оха санта, попкорновый цветок, листья авокадо и большое количество других местных растений.

## Напитки

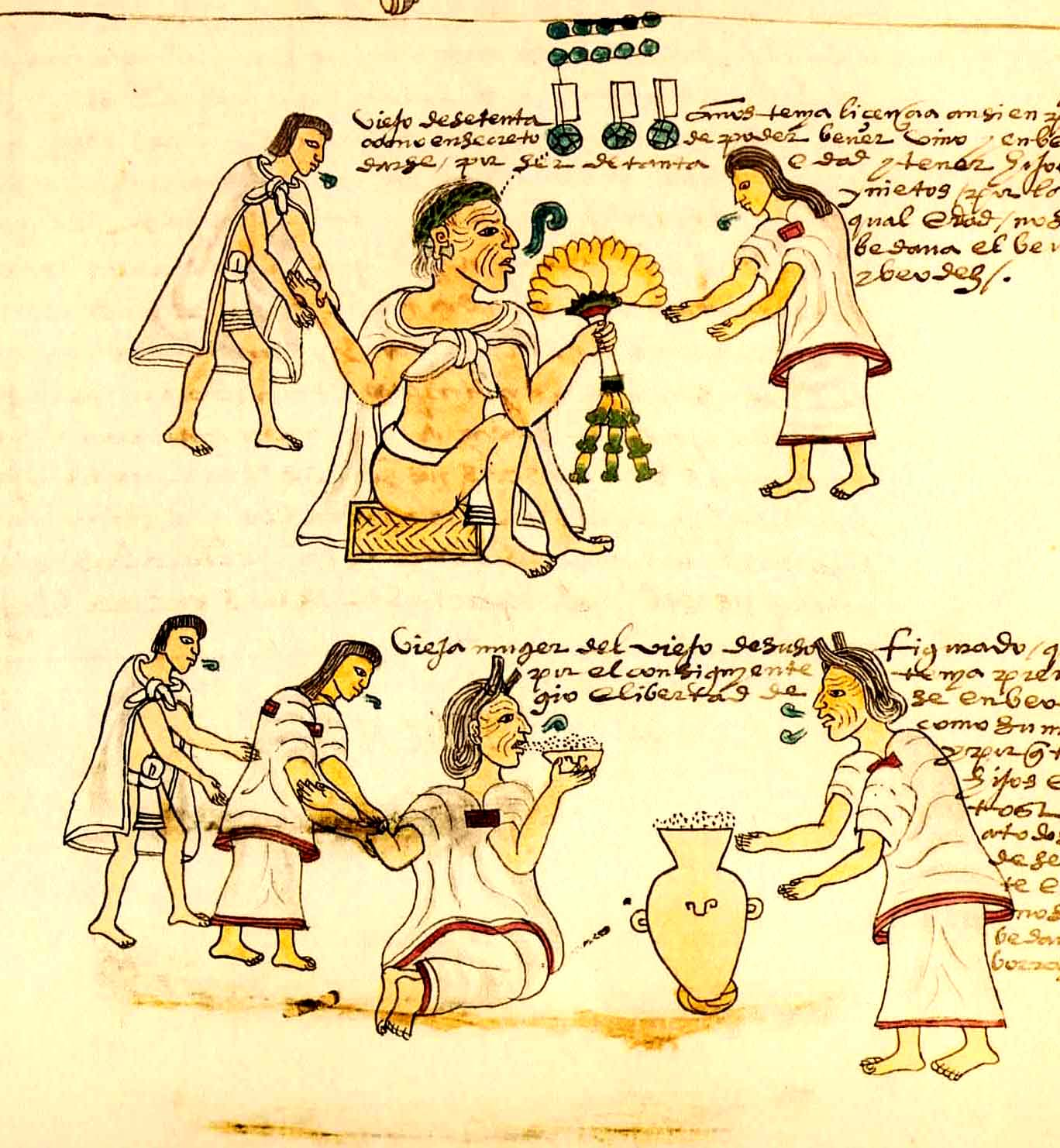
Иллюстрация из Кодекса Мендосы, показывающая старую ацтекскую женщину, пьющую пульке.

Множество различных алкогольных напитков делалось ацтеками из сброженной кукурузы, мёда, ананаса, кактусов, фруктов и других растений. Наиболее распространённым из таких напитков был octli (октли), который делался из сока агавы. На сегодняшний день он известен как пульке (антильский термин). Его употребляли представители всех сословий, хотя некоторые знатные люди ввели моду не пить такой скромный напиток. Пьянство как регулярное употребление спиртных напитков как таковое было терпимо в обществе и в некоторых случаях позволительно даже для детей, но напиваться до состояния алкогольного опьянения было запрещено. Наказание за это могло быть очень жёстким, причём для представителей элиты — более строгим. За первое подобное нарушение закона простолюдина наказывали, уничтожив его дом и отправив его жить в поле, как животное. При этом знатные люди, как правило, не получали второго шанса и могли быть казнены за поимку в состоянии алкогольного опьянения. Опьянение, судя по всему, воспринималось более терпимо, когда напивались пожилые люди, хотя источники расходятся относительно точного возраста милосердия. Строгость закона не помешала произойти огромному количеству трагических случаев с дворянами, которые стали алкоголиками и пили, доведя себя до бедности, нищеты и ранней смерти.

### Атолли
На атолли, жидкую кукурузную кашицу, приходилось значительное количество ежедневно потребляемых ацтеками калорий. Основным рецептом приготовления атолли были восемь частей воды и шесть частей кукурузы в известковой воде, в которой она готовилась, пока не смягчалась, а затем размалывалась. Затем смесь кипятилась до того момента, пока не загустевала. Существовали различные вариации aтолли: смесь из 1 / 10 сиропа агавы называлась nequatolli; при добавлении молотого перца чили, соли и томатов получалась iztac atolli; позволив кукурузному тесту киснуть в течение 4—5 дней, а затем добавив в него больше свежего теста с перцем чили и солью, можно было сделать xocoatolli. Фасоль, запечённые лепёшки со срезанной коркой, поджаренный маис, чиа, амарант и мёд также могли добавляться, и тогда получалось блюдо под названием pinolli, по сути — молотый поджаренный маис, которые носили в мешках путешественники и который можно было смешать с водой по дороге для получения быстрой еды.

### Какао
Какао имело огромное символическое значение в ацтекской кухне. Это была редкая роскошь и импортный товар, который не выращивался на территории империи ацтеков, а поставлялся из Центральной Америки, районов современной Гватемалы и юга Мексики (полуострова Юкатан). Не существует подробного описания того, каким образом приготовлялась твёрдая скорлупа какао-бобов, но есть целый ряд указаний на то, что она бывала съедена в той или иной форме. Какао-бобы были одним из самых ценных товаров и могли использоваться в качестве формы оплаты, хотя стоимость и была несколько низкой: 80-100 бобов хватало для покупки небольшой мантии или полного каноэ пресной воды, если речь шла о жителях района солёной части озёр вокруг Теночтитлана. Тем не менее, бобы часто были поддельными: пустые их оболочки были заполнены мусором или грязью.
Какао наиболее часто употреблялось как xocolatl (горькая вода — отсюда происхождение слова шоколад), напиток воинов и знати. Оно считалось мощным интоксикантом и тем, что должно было быть выпито с большой торжественностью и серьёзностью, которая была описана как нечто, что «не пьют бездумно», как писал испанский летописец Саагун. Шоколад готовился огромным количеством способов, и большинство из них предполагали смешивание горячей или тёплой воды с гренками и молотыми какао-бобами, кукурузой и любым количеством приправ, таких как перец чили, мёд, ваниль, а также разнообразных специй. Все эти компоненты смешивались и толклись специально предназначенной для этого палкой или вспенивались путём переливки шоколада из одного сосуда в другой. Если какао было высокого качества, оно давало целую шапку белой пены. Верхняя часть этой пены снималась, напиток затем вспенивался для получения новой пены, которая также снималась, а затем помещалась в верхней части напитка наряду с другой пеной перед подачей на стол.

## Диетические нормы
В ацтекском обществе подчёркивалась умеренность во всех аспектах жизни. Европейские авторы и хроникёры часто бывали впечатлены наблюдаемыми ими примерами бережливости, простоты и умеренности ацтеков.

### Пост
Основным смыслом ацтекского поста было воздержание от употребления соли и перца чили, и все члены ацтекского общества были вовлечены в пост до той или иной степени. Не существовало никаких постоянно исключаемых групп лиц из поста, что шокировало первых европейцев, которые вступили в контакт с ацтеками. Хотя пост, естественно, был к тому времени широко распространён в Европе, там были постоянно освобождаемые от поста группы населения, такие как женщины и маленькие дети, больные, слабые здоровьем и пожилые люди и ряд других. Перед церемонией Нового Огня, которая происходила каждые 52 года, некоторые ацтекские жрецы постились в течение всего года; другие жрецы постились 80 дней, знать — 8 дней. Простой народ также был принуждён поститься, но в его среде пост соблюдался менее строго. Существовала также постоянная группа постящихся в Теуакане. Наряду с различными примерами аскетической суровости, такими как сон на «подушке» из камня, они постились на срок четыре года, потребляя только один 50-граммовый кусочек тортильи (около 2 унций) в день. Единственная передышка допускалась раз в день каждые 20 дней, когда им было разрешено есть то, что они хотели.
Даже правители, такие как Монтесума, как предполагается, урезали их обычно роскошный образ жизни, пусть и делали это с большой неохотой и усилиями. Время от времени Монтесума воздерживался от роскоши и секса с женщинами и ел только пирожки michihuauhtli и семена амаранта и лебеды. Шоколад, напиток знати, также заменялся водой, смешанной с порошком из сушёных бобов. Это представляет собой резкий контраст с постами многих европейских дворян и духовенства, которые, хотя и будучи вынуждены подчиняться букве религиозных требований и заменять мясо и продукты животного происхождения рыбой, всё равно, как и обычно, устраивали роскошные пиры в своих владениях.

## Каннибализм
Ацтеки практиковали ритуальный каннибализм. Люди, обычно военнопленные, приносились в жертву богам публично — на вершинах храмов и пирамид — посредством вырывания их сердец. Тела их затем сбрасывались на землю, где расчленялись. Части тел затем расходились среди знати, которую составляли в основном воины и священники. Они готовились в виде тушёного мяса, приправленного только солью, и потреблялись вместе с кукурузными лепёшками, но без обычно вездесущего перца чили. В конце 1970-х годов антрополог Майкл Харнер предположил, что ацтеки прибегли к крупномасштабному организованному каннибализму, чтобы компенсировать предполагаемый дефицит белка в их рационе питания. Эта теория получила ограниченную поддержку со стороны некоторых ученых, но было доказано, что она базируется на необоснованных предположениях о рационе питания, сельском хозяйстве и демографии ацтеков, что делает её чрезвычайно маловероятным сценарием.